# 乌克兰国家科学院

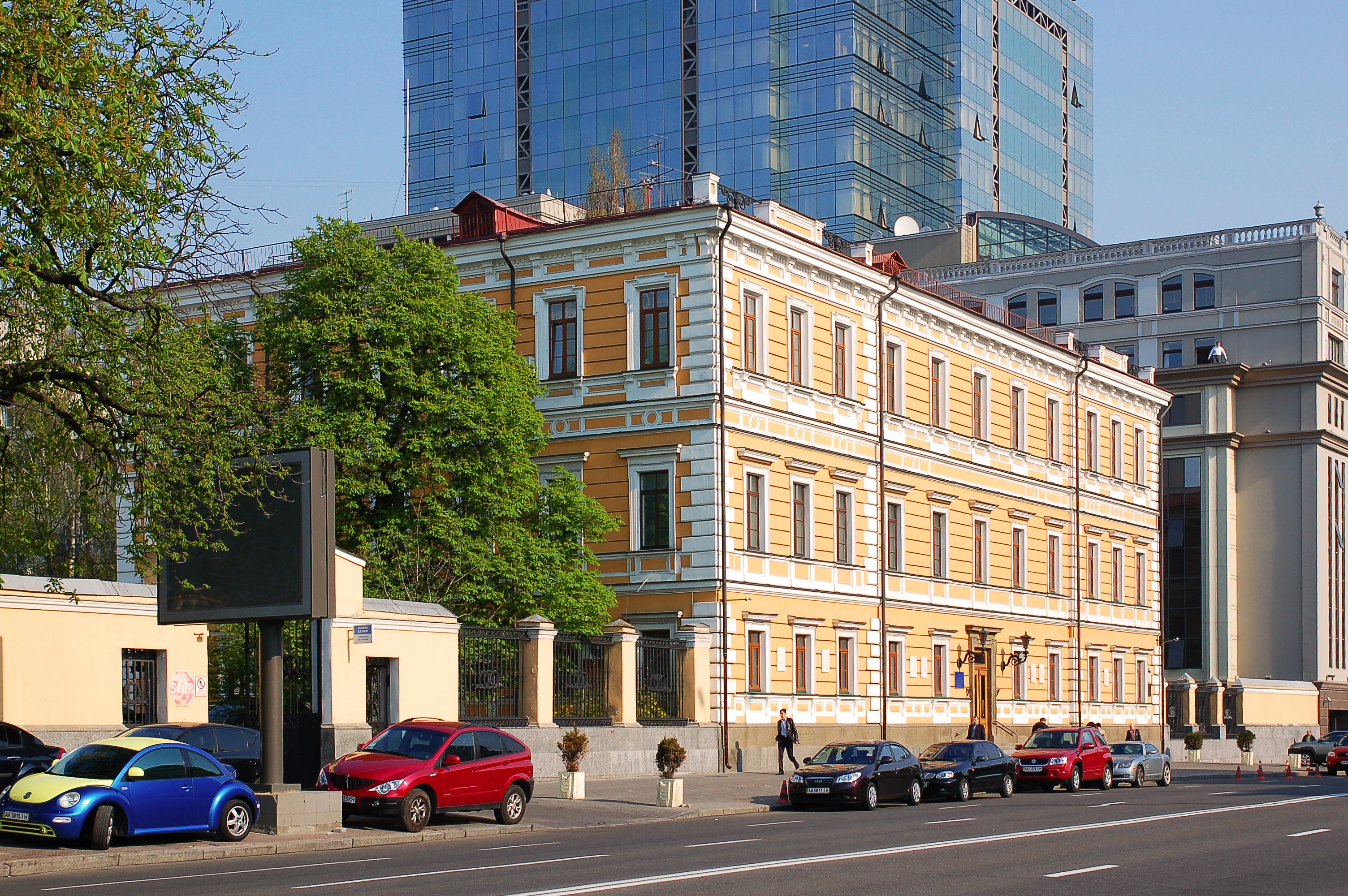
乌克兰国家科学院大楼

乌克兰国家科学院（烏克蘭語：Національна академія наук України，羅馬化：Natsionalna akademiia nauk Ukrainy，简写НАН України），乌克兰最高级别的科研机构，成立于1918年11月27日。现任院长阿纳托利·扎戈罗德尼为2020年8月鲍里斯·巴顿老院长逝世后，于2020年10月7日补选为乌克兰国家科学院新任院长。
1919年至1991年它是蘇聯科學院的一個共和分院。

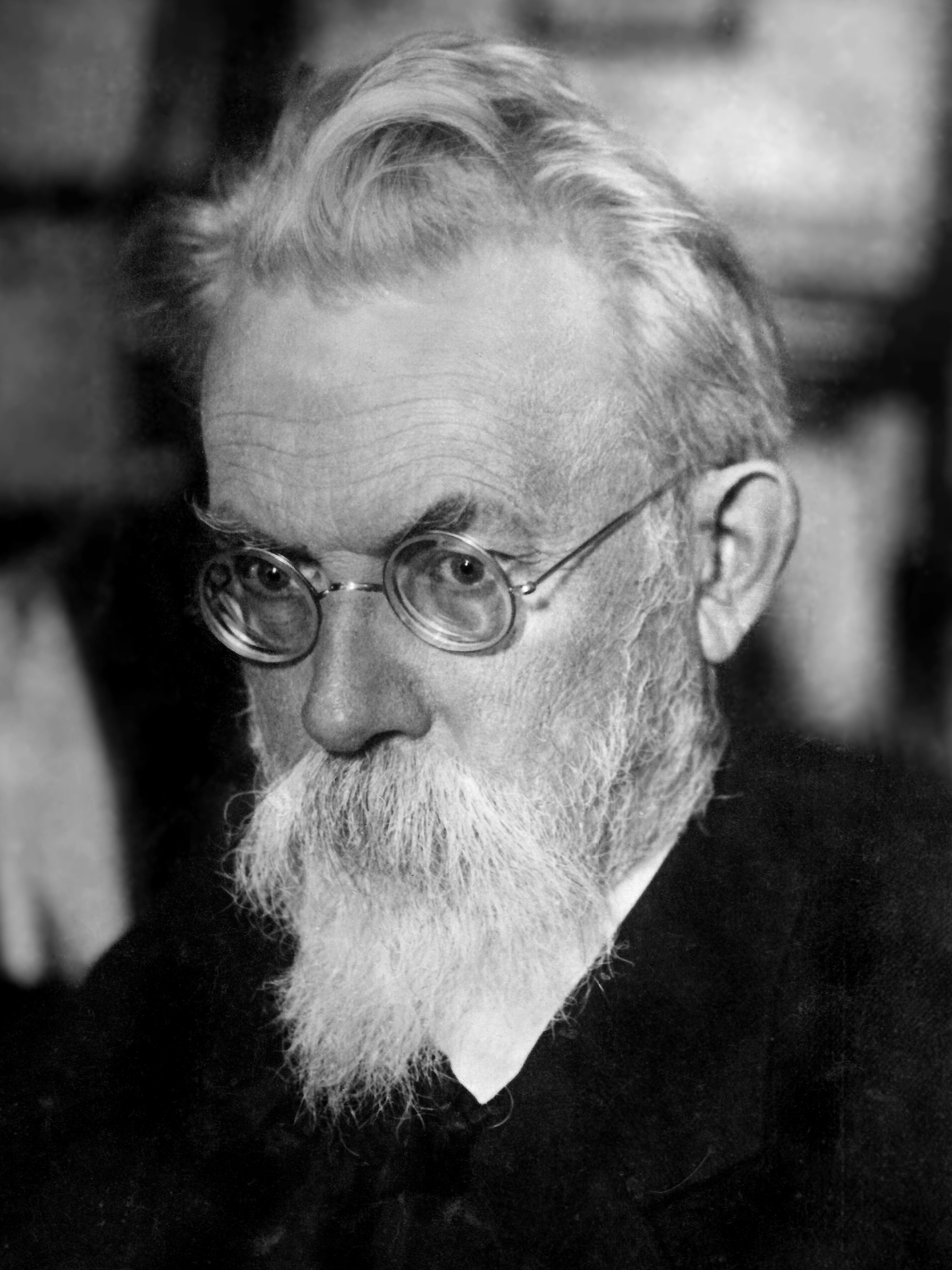
弗拉基米尔·维尔纳茨基 (Volodymyr Vernadskyi)

## 名称
乌克兰国家科学院曾多次更名。1918年至1921年，称为乌克兰科学院。1921年，更名为全乌克兰科学院。1936年，改为乌克兰苏维埃社会主义共和国科学院。1991年，复名乌克兰科学院。1994年，改为现名。

## 现行组织
2006年，乌克兰国家科学院包含3部分（下设14学部），6个地区科学中心，173个研究所。

### 分部
- 理工与数学部分
  - 数学学部
  - 计算机科学学部
  - 力学学部
  - 物理与天文学学部
  - 地球科学学部
  - 材料学物理技术学部
  - 动力工程物理技术学部
  - 原子物理与核工程学部
- 化学与生物学部分
  - 化学学部
  - 生化学、生理学与分子生物学学部
  - 普通生物学学部
- 社会科学与人文科学部分
  - 经济学学部
  - 历史、哲学与法学学部
  - 语言研究、艺术批评与人类文化学学部

## 院长
- 鲍里斯·巴顿（1962年—2020年8月）
- 阿纳托利·扎戈罗德尼（2020年10月—）